# Personenkennziffer (Bundeswehr)
Die Personenkennziffer (abgekürzt PK) ist eine Folge von zwölf alphanumerischen Zeichen, die einem Angehörigen der Bundeswehr, des Bundesministeriums der Verteidigung (BMVg) eindeutig zugeordnet ist. Bis zur Aussetzung der Wehrpflicht im Jahr 2011 erhielten auch Zivildienstleistende eine PK.

## Allgemeines
Alle deutschen Soldaten, Beamte, Richter und Arbeitnehmer im Geschäftsbereich des BMVg sowie Zivildienstleistende sind mit einer Personenkennziffer versehen. Diese setzt sich aus sechs Ziffern des Geburtsdatums, dem Anfangsbuchstaben des Nachnamens zum Zeitpunkt der erstmaligen Wehrerfassung und fünf Ziffern, von denen die ersten drei den Meldebezirk (bei Soldaten früher das Kreiswehrersatzamt) angeben, zusammen. Grundsätzlich besitzt jeder erwachsene männliche deutsche Staatsangehörige eine Personenkennziffer, auch wenn er ausgemustert oder von der Ableistung des Wehrdienstes zurückgestellt wurde. Daneben wird auch an weibliche Personen, die im Geschäftsbereich des BMVg tätig werden, eine PK vergeben.
Die Personenkennziffer ist ein personenbezogenes Datum. Sie wird auf der Erkennungsmarke eingeprägt.
Da Ziffer ein einzelnes Zeichen einer Zahl ist, ist der Wortbestandteil -ziffer ungewöhnlich für eine Zeichenfolge, die Bezeichnungen Personenkennzahl oder Personenkennnummer wären treffender.

## Zweck

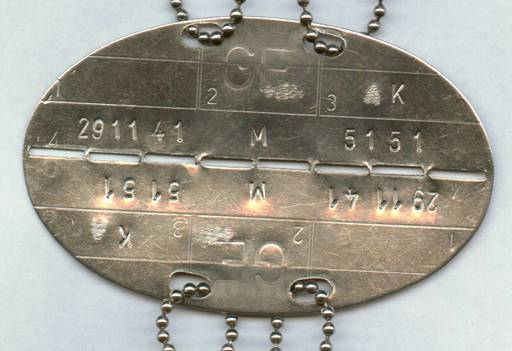
Erkennungsmarke mit Angabe der Personenkennziffer in Feld 4

Die Personenkennziffer wird im Schriftverkehr meist bei Personalsachen betreffenden Dokumenten angegeben, um eine eindeutige Identifizierung der Person zu ermöglichen. Ebenso war sie eines der wichtigen Identifikationsmerkmale für die Wehrsold- und Gehaltszahlung. Durch die Einführung der einheitlichen IT-basierten Personalverwaltung SASPF wird die Personenkennziffer in Personal- und Gehalts- bzw. Besoldungsangelegenheiten immer mehr von der Personalnummer ersetzt oder ergänzt.

## Zusammensetzung der Personenkennziffer
Beispiel261083-K-20917

### Geburtsdatum
In den ersten sechs Stellen wird das Geburtsdatum erfasst. Die Person im Beispiel ist am 26. Oktober 1983 geboren.

### Nachname (Initial)
Der Buchstabe ist der erste Buchstabe des Nachnamens zum Zeitpunkt der erstmaligen Wehrerfassung. Im Beispiel beginnt er mit dem Buchstaben „K“. Der Buchstabe ändert sich bei einer späteren Änderung des Nachnamens nicht.

### Kreiswehrersatzamt oder Meldebezirk
Die ersten drei Ziffern nach dem Namensinitial stehen für das Kreiswehrersatzamt beziehungsweise den Meldebezirk, in dem die Person bei Erstellung der PK erfasst war. Im Beispiel wurde die Person vom Kreiswehrersatzamt (KWEA) Lüneburg (209) gemustert. Diese Aufgabe wurde mit der Aussetzung der Wehrpflicht in Deutschland von den Karrierecentern der Bundeswehr übernommen.
An der ersten dieser drei Ziffern ist zu erkennen, in welcher Region Deutschlands die Person erstmals wehrerfasst wurde. Bei männlichen Personen erfolgt dies grundsätzlich im Alter von etwa 17 Jahren. Ein späterer Umzug ändert die PK nicht.
Bedeutung der ersten Ziffer:
- 1 steht für Schleswig-Holstein und Hamburg.
- 2 steht für Niedersachsen und Bremen.
- 3 steht für Nordrhein-Westfalen.
- 4 steht für Rheinland-Pfalz, Saarland und Hessen.
- 5 steht für Baden-Württemberg.
- 6 steht für Bayern.
- 7 steht für Mecklenburg-Vorpommern, Thüringen, Sachsen, Sachsen-Anhalt, Brandenburg und Berlin
- 8 steht für das Bundesamt für das Personalmanagement der Bundeswehr.

### Folgeziffer
Diese Ziffer ist eine laufende Nummer, um in einem KWEA oder Meldebezirk Personen mit gleichem Geburtstag und Nachnamensinitial zu unterscheiden. Die erste Person mit Geburtsdatum und Anfangsbuchstabe des Nachnamens erhält die 1 (wie im Beispiel), die nächste die 2 und so weiter.

### Prüfziffer
An der letzten Stelle steht eine Prüfziffer, die sich aus allen voranstehenden Zeichen berechnen lässt. Dazu wird das Initial durch eine Zahl ersetzt:
|   |   |   |    | A  | B  | C  | D  | E  | F  | G  | H  | I  |
|   | J | K | L  | M  | N  | O  | P  | Q  | R  |    |    |    |
| S | T | U | V  | W  | X  | Y  | Z  |    |    |    |    |    |
| 4 | 6 | 8 | 10 | 12 | 14 | 16 | 18 | 20 | 22 | 24 | 26 | 28 |

Danach gewichtet man die Ziffern nacheinander mit 234567-1-6723, addiert die Produkte, bildet den Rest der Division der Summe durch 11, zieht ihn von 11 ab und erhält die Prüfziffer.
Damit baut sich obiges Beispiel wie folgt auf:
| Personenkennziffer | Personenkennziffer | Personenkennziffer | Personenkennziffer | Personenkennziffer | Personenkennziffer | Personenkennziffer | Personenkennziffer | Personenkennziffer |
| ------------------ | ------------------ | ------------------ | ------------------ | ------------------ | ------------------ | ------------------ | ------------------ | ------------------ |
| TT                 | MM                 | JJ                 |                    | Initial            |                    | KWEA               | FZ                 | PZ                 |
| 26                 | 10                 | 83                 | -                  | K                  | -                  | 209                | 1                  | 7                  |